# Wohratal
Wohratal település Németországban, Hessen tartományban. Lakosainak száma 2192 fő (2023. december 31.).

## Népesség
A település népességének változása:
| Lakosok száma | 2252 | 2192 | 2124 | 2156 | 2192 |
|               | 2017 | 2019 | 2021 | 2022 | 2023 |